# 1766 w literaturze

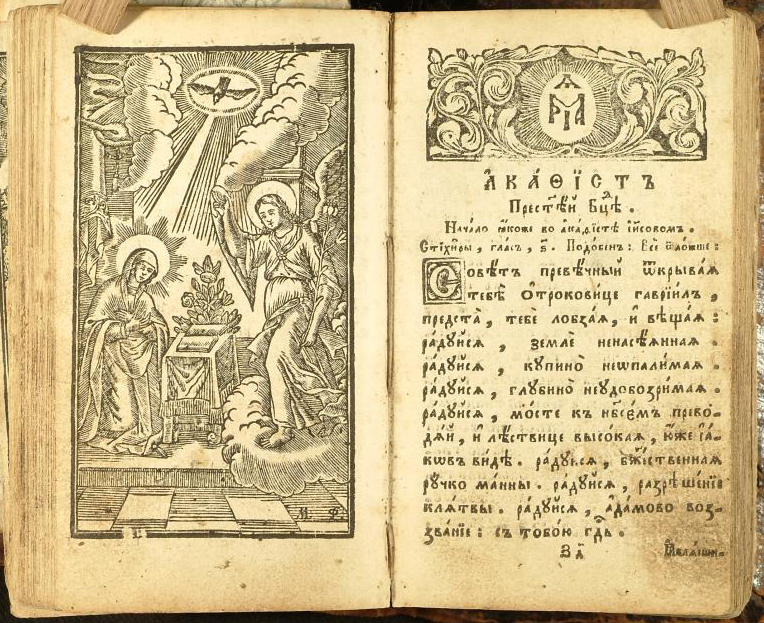
Modlitewnik wydrukowany w 1766 na terenach Ukrainy

Wydarzenia literackie w 1766 roku.

## Nowe książki
- Oliver Goldsmith Pleban z Wakefield
- Franciszek Bohomolec Małżeństwo z kalendarza

## Urodzeni pisarze
- 15 stycznia: Nathan Drake
- 1 lutego: Eliza Fenwick
- 14 lutego: Thomas Maltus
- 22 kwietnia: Madame de Staël
- 11 maja: Isaac D'Israeli
- 16 sierpnia: Carolina Nairne
- 11 października: Nólsoyar Páll

## Zmarli pisarze
- 3 marca: William Rufus Chetwood
- 21 marca: Richard Dawes
- 12 grudnia: Johann Christoph Gottsched